# Solymosi Katalin
Solymosi Katalin (Budapest, 1977. november 4. - ) magyar növénybiológus, az Eötvös Loránd Tudományegyetem Természettudományi Kar Biológiai Intézet Növényszervezettani Tanszékének adjunktusa.

## Életpályája
Solymosi Katalin 1992-ben 2. helyezést ért el a Herman Ottó Országos Biológia Versenyen. 1992-1996 között az ELTE Radnóti Miklós Gyakorlóiskola biológia-kémia tagozatára járt. 2001-ben biológus diplomát, 2005-ben PhD fokozatot szerzett az ELTE Természettudományi Karán. 2001 óta oktat az ELTE-n, 2005-2020 között a Semmelweis Egyetem gyógyszerész hallgatóit oktatta gyógyszerészi növénytanra magyar és angol nyelven, 2006-2011 között a Burgundiai Egyetemen (Dijon) volt meghívott előadó. Kutatásai a növényi színtestek (plasztiszok) szerkezetének és működésének összefüggéseire irányulnak. Montpellier-i borászati kutatókkal részt vett a szőlő és más növények cseranyagainak szintézisében szerepet játszó tannoszóma (tanninokat szintetizáló, plasztisz eredetű sejtorganellum) felfedezésében és leírásában.

## Szervezeti tagságok
- 2001-: Magyar Biofizikai Társaság, 2007-től a Fotobiológiai Szekció titkára, 2019-től elnöke, 2015-2019 között az MBFT Felügyelő Bizottságának tagja
- 2002-: Magyar Növényélettani (később Növénybiológiai) Társaság és FESPP
- 2006-: Magyar Mikroszkópos Társaság, European Microscopy Society

## Közéleti és tudományos tevékenységei
- 2018-2019: Magyar Tudományos Akadémia Fiatal Kutatók Eseti Bizottság tagja
- 2019 május-: A Fiatal Kutatók Akadémiájának alapító tagja, választott vezetőségi tagja (2019-2021 között), társelnöke (2021-2023)
- 2020 január-: Young Academy of Europe tagja, 2020. október-: választott vezetőségi tagja, tagtoborzásért felelős alelnök (recruitement vice-chair)
- 2020-2023: Magyar Tudományos Akadémia Nők a Kutatói Életpályán Elnöki Bizottság tagja
- 2021 január-: Az Academia Europaea Budapesti Tudásközpont – Duna régió tematikus missziójának társelnöke, Báldi András mellett

## Díjai, elismerései
- 2006: Ifjú Növényanatómusi Díj, Greguss emlékérem a 'Növényanatómia fejlesztéséért Alapítványtól'
- 2007: Magyar Elektronmikroszkópos Díj (a Magyar Elektronmikroszkópos Alapítványtól)
- 2007: Magyar Biofizikai Társaság, 'Ifjú Biofizikusi Díj', kiemelt 1. helyezés
- 2007: L'ORÉAL-UNESCO Nők a Tudományért Ösztöndíj a 30 év alatti kategóriában
- 2012: 1. helyezés a Magyar Növénybiológiai Társaság Fiatal Növénybiológusok előadássorozatán, jelölés FESPB Award-ra
- 2014: Magyar Elektronmikroszkópos Díj (a Magyar Elektronmikroszkópos Alapítványtól)
- 2016: az ELTE Ígéretes Kutatója
- Helyezések mikroszkópos fotópályázatokon (Magyar Mikroszkópos Társaság, Magyar Mikrobiológiai Társaság, MTA Fény Éve pályázat, a Multinational Congress on Microscopy)